# Динамо (клуб по хоккею с мячом, Ленинград)
«Динамо» (Ленинград) — клуб по хоккею с мячом, существовавший в 1924—1965 годах.

## История
Команда была создана в 1924 году. Основой команды послужила команда войск ОГПУ. Инициатором создания команды был Л.Ф. Дмитриев. Команда дебютировала в группе «Б» чемпионата города, но уже в 1928 году стала выступать в первой группе. В 1920-е ведущими игроками были: Пётр Ежов, И. Горелкин, Н. Сидельников, Ф. Суханов, А. Феоктистов.
Значительную роль в становлении команды сыграли спортсмены, пришедшие из старейшего клуба города «Спорт». Среди них был и Павел Батырев. В первом чемпионате СССР в 1936 году команда завоевала бронзовые награды.  В 1930-е года своей игрой выделялись Павел Батырев, Михаил Бутусов, А. Гуськов, 
Пётр Дементьев, К. Егоров, А. Кузьмин, Г. Марков, Олег Ошенков, А. Полежаев, М. Симонов, П. Сычев, Александр Фёдоров, Валентин Фёдоров и Виктор Фёдоров.
Усилиями А.А. Гаврилина в середине 30-х появилась юношеская команда «Динамо», где были подготовлены Б. Калинин и Б. Орехов.
В 1940-е за клуб выступали: Михаил Атюшин , Анатолий Викторов, Евгений Стариков, Дмитрий Фёдоров, М. Янковский.
Когда в 1948 году было принято решение о развитии канадского хоккея, то команда «русачей» пришла в упадок. Большинство игроков перешли в хоккей с шайбой. В городских соревнованиях были утрачены ведущие позиции. В 1949 команда приняла участие в Кубке СССР. В 1952 году команда по русскому хоккею была расформирована.
В 1962 году команду восстановили. В коллектив вошли лучшие хоккеисты города. Задачей послужило возвращение в Чемпионат СССР. Одержав победу в отборочном турнире среди команд Ленинграда, в зональном турнире в Архангельске в упорной борьбе проиграла местному «Воднику», тем самым упустив путёвку в Чемпионат СССР. Но благодаря отказу «ЦСКА» от участия в соревнованиях, «Динамо» вернулось в элиту советского хоккея с мячом. В 1963—1965 годах играла в высшей лиге. В 1965 году команда была снята а чемпионата из-за её отказа отправлять юношескую команду на зональный турнир Чемпионата СССР. Тем самым повторилась ситуация прошлого сезона, когда вместо «Динамо» была отправлена на зональный турнир команда «Светлана». По решению облсовета общества «Динамо», команда была расформирована. Игроки разъехались по другим клубам. Большинство переехало в Мончегорск, где была создана команда «Североникель». И по сей день любители хоккея с мячом из Санкт-Петербурга болеют за команду Мончегорска. А команда «Динамо» стала выступать лишь на Кубке города. В 1960-е за команду играли: Виталий Гарлоев, Ю. Захаров, В. Кармушев, Ан. Клейменов, Ю. Козлов, А. Кулёв, Игорь Малахов, 
Валерий Мозгов, Ю. Ульянов.

## Статистика
В чемпионатах СССР выступала в 1936 и 1963 — 1965 (74 матча: 27 побед, 17 ничьих, 30 поражений; мячи 124-136). Лучший бомбардир — Е. Дергачев (24 мяча). В Кубке СССР принимала участие в 1937 — 1940, 1945 — 1947 и 1949 (12 побед, 8 поражений; мячи 57-34).

## Достижения

### Национальные
Чемпионат СССР по хоккею с мячом
- Бронзовый призёр (1): 1936

Кубок СССР по хоккею с мячом
- Финалист (1): 1947

### Региональные
Чемпионат Ленинграда по хоккею с мячом
- Чемпион (9): 1935, 1936, 1938, 1939, 1941, 1943[1], 1945, 1946, 1947

Турнир «Дружба» (г. Архангельск)
- Серебряный призёр (1): 1965
- Бронзовый призёр (1): 1963

## Ведущие игроки
- Михаил Атюшин
- Павел Батырев
- Михаил Бутусов
- Виталий Гарлоев
- Пётр Дементьев
- Игорь Малахов
- Валерий Мозгов
- Михаил Симонов
- Валентин Фёдоров
- Борис Шелагин

## Тренеры
- Павел Батырев 1927-1936 (играющий)
- Михаил Бутусов 1936-1938 (1936/37 — играющий)
- Павел Батырев 1938-1940 (играющий)
- Валентин Фёдоров 1940-1941 (играющий)
- Павел Батырев 1944-1945 (играющий)
- Валентин Фёдоров 1945-1947 (играющий)
- Пётр Дементьев 1948-1952 (играющий)
- В.И. Продэ 1961-1962
- Виталий Гарлоев, Анатолий Кулёв 1962-1963
- В.А. Ковалёв 1963-1965

## Женская команда
С по 1926 по 1947 год в Ленинграде существовала женская команда «Динамо» по хоккею с мячом.  Организатором и тренером коллектива был А. Гаврилин, затем ее тренировал М. П. Бутусов. В 1938 — 1941 и 1945 — 1947 выступала в Кубке СССР. Ведущими её игроками были: В. Агишева, О. Алексеева, А. Арнтгольц, А. Жмурко (Федорова), М. Клубова, И. Тимковская (Бутусова), М. Удачина, Н. Федорова, О. Шахова.

### Факты
- В Кубке СССР (16 побед, 1 технич. победа, 13 ничьих, 7 поражений; мячи 57-18 — неизвестен счет двух матчей в 1940 и 1945).
- Команда являлась финалистом Кубка 1947 года и  полуфиналистом 1939, 1940, 1941 и 1945 годов.
- С 1945 по 1947 являлась Чемпионом Ленинграда.